# Aéroplanes Hanriot

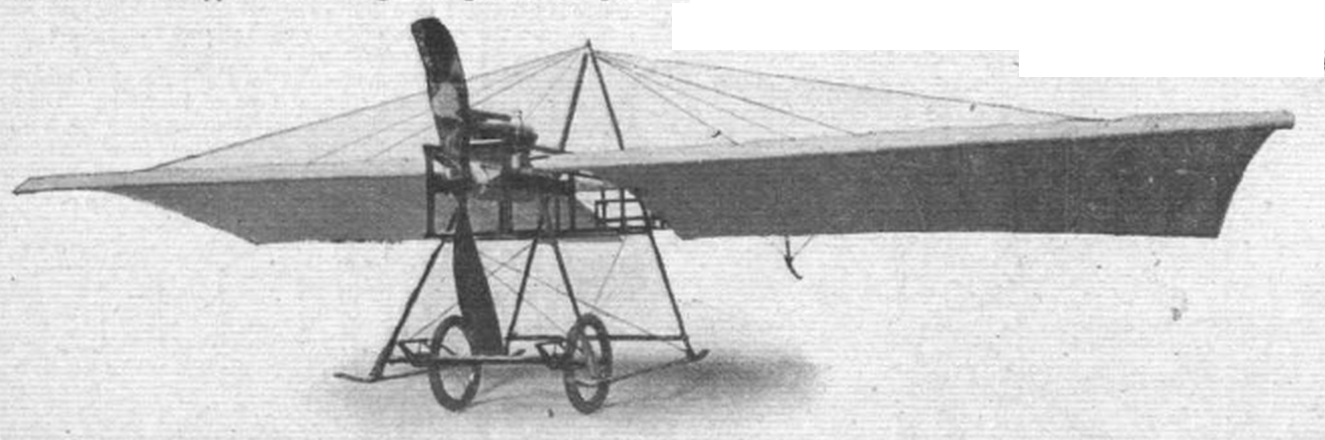
Primeiro modelo da Hanriot, o Hanriot 1909 monoplano.

A Aeroplanes Hanriot et Cie (ou simplesmente Hanriot), foi uma empresa fabricante de aviões francesa fundada por René Hanriot no início do século XX.
Criada originalmente como Société Anonyme des Appareils d'Aviation Hanriot, acabou falindo e desaparecendo em 1912. Foi recriada com o nome de Aeroplanes Hanriot et Cie, logo no início da Primeira Guerra Mundial pelo mesmo René Hanriot, e permanecendo ativa até 1938.

## Histórico
René Hanriot piloto de corridas para a companhia de motores Darracq, e homem de negócios em Châlons, construiu seu primeiro avião em 1907, sem no entanto obter sucesso em fazê-lo voar. Em maio de 1908, ele comprou um monoplano Antoinette. Como ao final daquele ano, seu avião ainda não havia sido entregue, ele decidiu construir um ele mesmo.
Em fevereiro do 1909, ele fundou a Société Anonyme des Appareils d'Aviation Hanriot, com capital de 500.000 francos. Era apenas um hangar em Châlons, mas que lhe serviu de estúdio e oficina.
O seu primeiro desenho era um monoplano com fuselagem em madeira lembrando muito a fuselagem do Blériot XI. Ele foi seguido por alguns modelos de desenho semelhante, que foram exibidos em Bruxelas no Salon d'Automobiles, d'Aeronautique, du Cycles et dus Sports  em janeiro de 1910. Estes apresentavam fuselagem monocoque, sendo um equipado com motor Darracq de 20 hp, e outro com motor Gyp de 40 hp. e devido ao sucesso no salão, foram produzidos em grande quantidade.
Entre o final de 1909 e 1911, a empresa experimentou grande sucesso, abrindo escolas de pilotagem na França e na Inglaterra e vendendo mais de cem aviões.
Em 1912, a Appareils d'Aviation Hanriot entrou em processo de falência, e foi assumida por Alfred Ponnier e mudando de nome. Nessa época, René voltou a trabalhar com vendas dos automóveis Grégoire.
Quando a Primeira Guerra teve início, as instalações da antiga empresa caíram nas mãos dos alemães. Com isso, René Hanriot criou uma nova empresa, a Aéroplanes Hanriot et Cie, para produzir aviões Sopwith 1½ Strutter sob licença, e em 1915, contratou um excelente engenheiro, Pierre Dupont.
Em 1916, o primeiro modelo próprio desenhado por Dupont, foi um estrondoso sucesso, permitindo a René expandir a empresa que ao final de 1917 já havia produzido mais de 5.000 aviões.
Em 1924 a sede da empresa mudou para Carrières-sur-Seine. René Hanriot morreu subitamente em 7 de novembro de 1925.
Seu filho, Marcel Hanriot (1894-1961), o sucedeu no comando da empresa, e permaneceu como diretor até 1938.
A Hanriot se tornou muito importante estrategicamente, e começou a ser nacionalizada em 1936, sendo absorvida mais tarde pela Société Nationale de Constructions Aéronautiques du Centre.

## Produtos

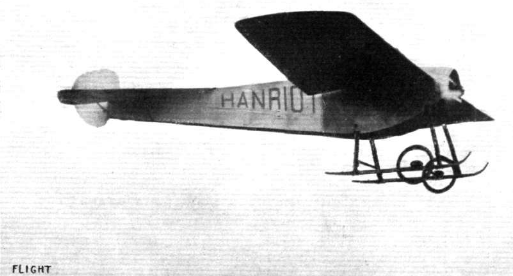
Um Hanriot D.I de 1912.

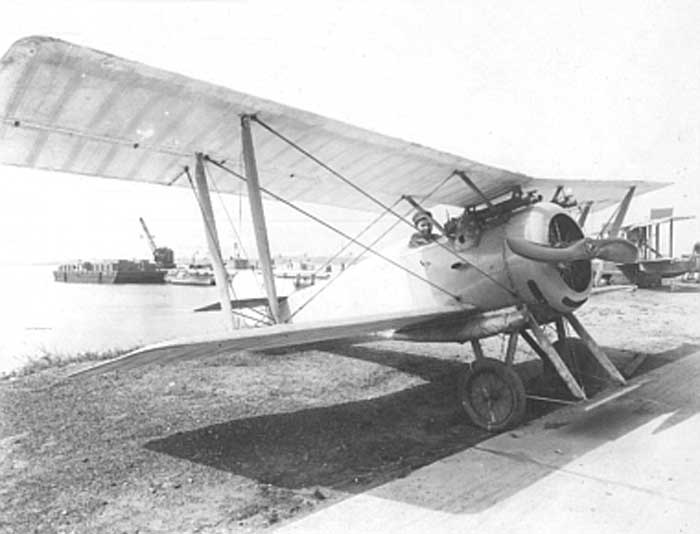
Um Hanriot HD.1 de 1919.

Um Hanriot D.15 de ~1922-23.

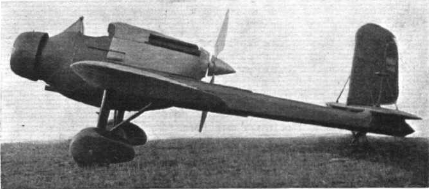
Um Hanriot H.110a de ~1933-34.

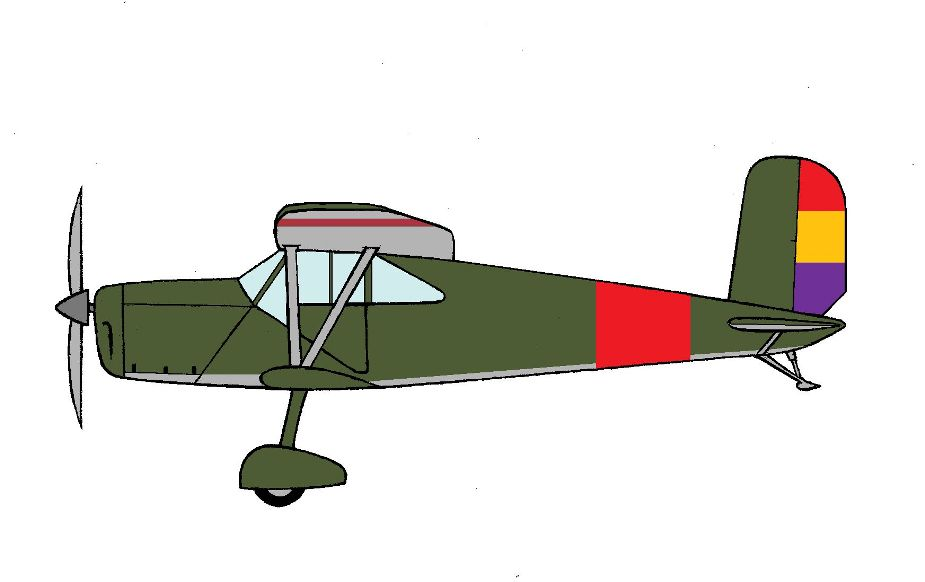
Hanriot H.180 de ~1934-35.

### Aviões
- Hanriot 1909 monoplano
- Hanriot I
- Hanriot Tipo II
- Hanriot III
- Hanriot IV Hanriot 1911 biposto militar (Tipo IV)
- Hanriot V Hanriot 1910 monoplano (Tipo V)
- Hanriot VI Hanriot 1910 monoplano (Tipo VI)
- Hanriot VII
- Hanriot VIII Hanriot 100 hp monoplano (Tipo VII)
- Hanriot IX
- Hanriot-Pagny 1912 monoplano
- Hanriot HD.1
- Hanriot HD.2
- Hanriot HD.3
- Hanriot HD.5
- Hanriot HD.6
- Hanriot HD.7
- Hanriot HD.8
- Hanriot HD.14
- Hanriot HD.15
- Hanriot HD.17
- Hanriot HD.19
- Hanriot HD.20
- Hanriot H.26
- Hanriot HD.28
- Hanriot H.31
- Hanriot HD.32
- Hanriot H.33
- Hanriot H.35
- Hanriot LH.10
- Hanriot H.41
- Hanriot H.43
- Hanriot H.110
- Hanriot H.115
- Hanriot HD.120
- Hanriot H.180/H.182
- Hanriot H.220/SNCAC 600
- Hanriot H.2300/H.232